# دوني أوزموند
دونالد كلارك «دوني» أوزموند (بالإنجليزية: Donny Osmond)‏ (ولد في 9 ديسمبر 1957) مغني و موسيقى ممثل، راقصة، ومقدم إذاعة، أمريكي في منتصف الستينيات، اكتسب شهرة أكبر مع أخوته في فرقة أوزموندز حتى انطلق مغنيا منفرداً في أوائل السبعينات وأصدار البومات منها «اذهبي بعيداً أيها الفتاة الصغيرة» و «جرو الحب».

## روابط خارجية
- Donny Osmond on Official Osmond Family website
- دوني أوزموند على موقع IMDb (الإنجليزية)
- دوني أوزموند على موقع ألو سيني (الفرنسية)
- دوني أوزموند على موقع ميوزك برينز (الإنجليزية)
- دوني أوزموند على موقع أول موفي (الإنجليزية)
- دوني أوزموند على موقع قاعدة بيانات برودواي على الإنترنت (الإنجليزية)
- دوني أوزموند على موقع قاعدة بيانات الأفلام السويدية (السويدية)
- دوني أوزموند على موقع إن إن دي بي (الإنجليزية)
- دوني أوزموند على موقع أول ميوزيك (الإنجليزية)
- دوني أوزموند على موقع ديسكوغز (الإنجليزية)
- دوني أوزموند على موقع قاعدة بيانات الفيلم (الإنجليزية)
- Interview on Reel.com على موقع واي باك مشين (نسخة محفوظة May 15, 2009)
- Donny Osmond Interview on Fox News Radio
- Donny Osmond in I Dreamed A Dream: The Susan Boyle Story
- Osmondheaven Popular Fan Site